# Spike 2
Série
Spike
(2008)
Pour plus de détails, voir Fiche technique et Distribution.
Spike 2 est un téléfilm de Noël humoristique et d'aventure français réalisé par David Alaux et Éric Tosti. Il a été diffusé la première fois sur France 3 le 23 décembre 2012. L'émission spéciale est la seconde émission spéciale de Noël d'une demi-heure et le vingt-sixième et dernier court métrage de la série Spike, après Spike et Au pays du Père Noël.
Il a été également sélectionné à l'International Emmy Kids Award de la meilleure animation et fait suite à Spike.
Dans une interview accordée en 2012 au site Internet de TAT Productions, Alaux et Tosti ont déclaré qu'un troisième film Spike était en préparation. Cependant, l'accueil de Spike 2 n'étant pas assez positif, la production a été abandonnée.

## Fiche technique
- Titre français : Spike 2
- Réalisation : David Alaux, Éric Tosti
- Scénario : David Alaux, Éric Tosti, Jean-François Tosti
- Musique : Olivier Cussac
- Ingénieurs du son : Éric Sampieri, David Vincent
- Monteurs son : Éric Sampieri, David Vincent
- Mixeurs : Éric Sampieri, David Vincent, Jean-Marc Dussardier
- Monteurs : David Alaux, Éric Tosti
- Directeur de la photographie : Yannick Moulin
- Producteur délégué et exécutif : Jean-François Tosti
  - Directrice de production : Sophie Lamant
  - Coproducteurs : Bernard Birebent, François Cadène
- Sociétés de productions : TAT Productions
  - Coproduction : Masters Film
- Société de distribution : Les Films magiques
  - Exportation : PSG Entertainment
- Langue : Français
- Pays de production :  France
- Genres : Comédie d'aventure
- Durée : 35 minutes
- Date de première diffusion : France : 23 décembre 2012

## Distribution
- Alexis Tomassian : Spike
- Barbara Tissier : Dorothée
- Richard Duval : Père Noël
- Daniel Kamwa : Raymond
- Gilbert Lévy : Tony
- Michel Mella : Paco
- Sarah Roussel : La Mama
- Laurent Morteau : Journaliste
- David Vincent : Bouli

## Récompenses
- 2014 : mention spéciale « Animation pour la TV » au Festival international d'animation de Cordoba en Argentine[1]